# (7336) Сондерс
(7336) Сондерс (англ. Saunders) — околоземный астероид из группы Амура (III), который был открыт 6 сентября 1989 года американским астрономом Элеанорой Хелин в Паломарской обсерватории и назван в честь R. Stephen Saunders, главного научного сотрудника по исследованию Солнечной системы в Лаборатории реактивного движения. 

Орбита астероида Сондерс и его положение в Солнечной системе